# The Mighty Ducks
The Mighty Ducks (Champions i Storbritannien og Australien) er den første film i trilogien The Mighty Ducks. The Mighty Ducks er produceret af Avnet-Kerner Productions og Walt Disney Pictures og distribueret af Buena Vista Distribution. Filmen havde premiere 2. oktober 1992.